# ويكيبيديا السيبوانية
ويكيبيديا السيبوانية (السيبوانية:Wikipedya sa Sinugboanon) هي النسخة السيبوانية من موسوعة ويكيبيديا. وصل عدد مقالاتها يوم 19 مايو 2025 إلى 6٬117٬068 مقالة و11٬230٬363 صفحة و35٬106٬110 تعديل و127٬538 مستخدم مسجل و190 مستخدم نشط و7 إداريون.

## التاريخ
أطلقت ويكيبيديا السيبوانية في يونيو 2005. في يناير 2006، أنشئت 1000 مقالة، وفي نوفمبر 2006 كان هناك 1400 مقالة. في نهاية عامي 2006 و 2007، أنشأت البوتات حوالي عشرة آلاف مقال عن بلديات فرنسا.
بحلول نهاية عام 2012، ارتفع عدد المقالات إلى حوالي 30 ألف مقال. في ديسمبر 2012، بدأ إل إس جيه بوت في إنشاء المقالات. ونتيجة لذلك، زاد عدد المقالات بشكل كبير في عام 2013، ومن فبراير إلى ديسمبر 2013، زاد عدد المقالات تسعة أضعاف. بحلول نهاية عام 2015، أنشئت حوالي 99 في المائة من 1.4 مليون مقالة في ذلك الوقت بواسطة الروبوتات، بما في ذلك حوالي 25,000 مقالة حول التجمعات وبقية المقالات حول الكائنات الحية بواسطة إل إس جيه بوت.
في 16 يوليو 2014، ضمت ويكيبيديا السيبوانية مليون مقال، مما جعلها الويكيبيديا الثاني العشر من حيث عدد المقالات. بعد تجاوز ويكيبيديا الإسبانية والإيطالية والروسية والفرنسية والهولندية والألمانية في عام ونصف، في فبراير 2016، وصلت إلى مليوني مقالة. بعد حوالي نصف عام، وصلت إلى 3 ملايين مقالة، بعد نصف عام آخر، وصلت إلى 4 ملايين مقالة. في أغسطس 2017، وصلت إلى 5 ملايين مقالة.

## الأهمية في منطقة اللغة
ويكيبيديا السيبوانية هي أكبر ويكيبيديا بلغة فلبينية من حيث عدد المقالات، قبل ويكيبيديا واراي واراي وويكيبيديا التاغالوغية.
السيبوانية هي ثاني أكثر اللغات تحدثًا في الفلبين حيث يتحدث بها حوالي 20 مليون شخص. ومع ذلك، لا يبدو أن ويكيبيديا السيبوانية مستخدمة على نطاق واسع في الفلبين حيث في مارس 2021، تذهب 90٪ من مشاهدات ويكيبيديا من الفلبين لويكيبيديا الإنجليزية، و5٪ للتاغالوغية و3٪ للروسية. تأتي حوالي 30٪ من مشاهدات ويكيبيديا السيبوانية من الصين، و21٪ من الولايات المتحدة، و11٪ فقط من الفلبين (تقريبًا، نفس العدد من فرنسا).

## التقدم
| التاريخ        | عدد المقالات |
| -------------- | ------------ |
| 9 يوليو 2005   | 19           |
| 30 أغسطس 2005  | 232          |
| 1 يناير 2006   | 1,000        |
| 1 نوفمبر 2006  | 1,400        |
| 1 يناير 2007   | 13,521       |
| 7 فبراير 2007  | 26,511       |
| 2 فبراير 2013  | 100,000      |
| 9 فبراير 2013  | 150,000      |
| 17 مارس 2013   | 300,000      |
| 26 يونيو 2013  | 400,000      |
| 18 يوليو 2013  | 500,000      |
| 7 أغسطس 2013   | 600,000      |
| 16 يوليو 2014  | 1,000,000    |
| 6 ديسمبر 2015  | 1,500,000    |
| 14 فبراير 2016 | 2,000,000    |
| 25 سبتمبر 2016 | 3,000,000    |
| 11 فبراير 2017 | 4,000,000    |
| 8 أغسطس 2017   | 5,000,000    |
| 14 أكتوبر 2021 | 6,000,000    |

## المعرض

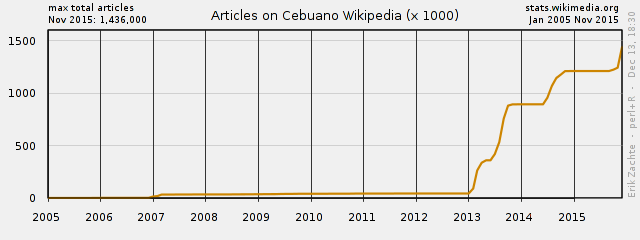
عدد المقالات
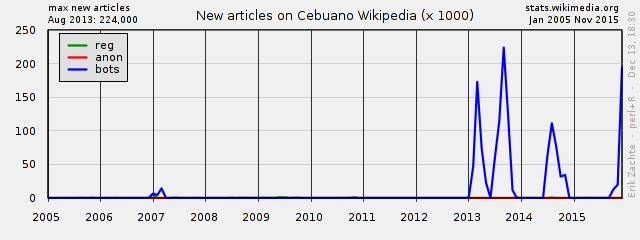
المقالات الجديدة من قبل مجموعات المستخدمين، الروبوتات باللون الأزرق.
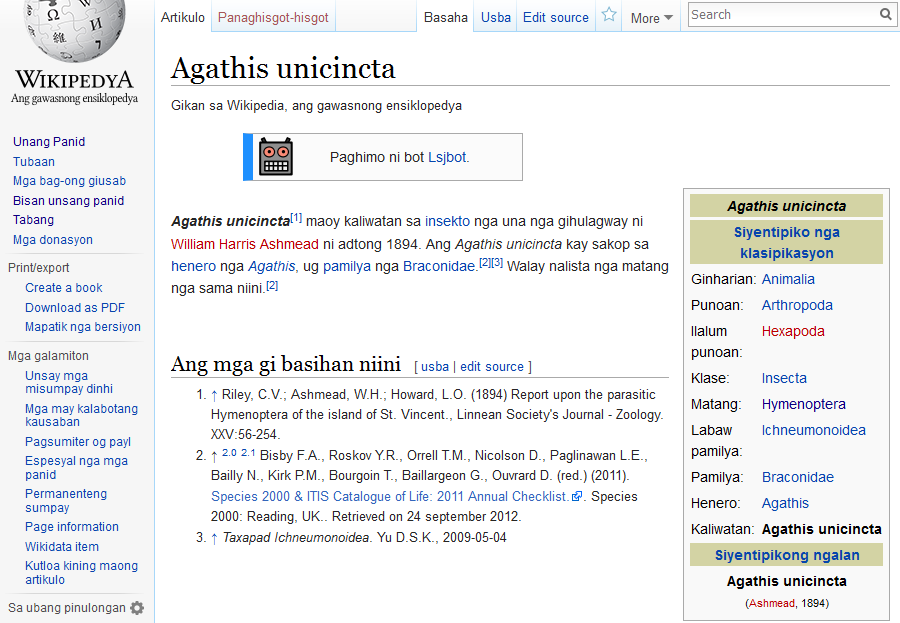
مقالة آلية كتبها إل إس جيه بوت.
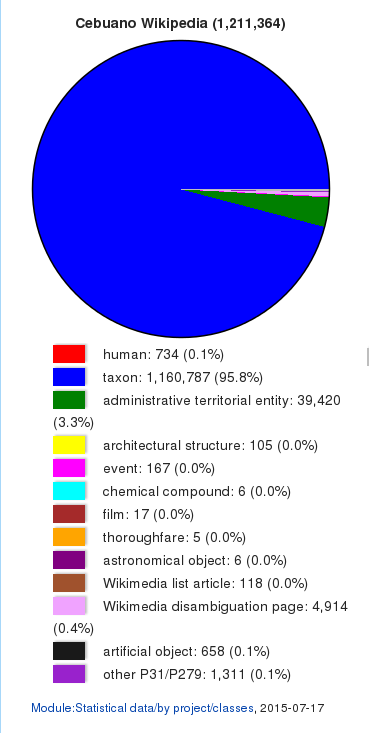
محتوى ويكيبيديا السيبوانية (يوليو 2015، 1,211,364 مقالة).